# Жарко, Яков Васильевич
Я́ков Васи́льевич Жарко́ (13 (25) февраля 1861, Полтава — 25 мая 1933, Краснодар) — украинский советский писатель, поэт, актёр, музейный работник. Народоволец.

## Биография
Родился в семье мелкого чиновника — коллежского асессора. За революционную деятельность был исключён из Полтавской гимназии. В 1880 году закончил земскую фельдшерскую школу.
Участвовал в народовольческие движении, с 1880 года находился под надзором полиции. Неоднократно задерживался и подвергался арестам.
В 1886—1896 годах — актёр передвижных театральных трупп М. Старицкого, М. Кропивницкого и П. Саксаганского. Оставив сцену, жил на Екатеринославщине (ныне Днепропетровская область), в Мариуполе, Екатеринодаре (ныне Краснодар).
Был членом общества любителей изучения Кубани, работал в Кубанском статистическом комитете, заведовал Кубанским научным и Кубанским художественным музеем им. А. В. Луначарского. Принимал участие в работе литературной организации «Плуг».
В 1929 году был арестован по подозрению в шпионаже в пользу Великобритании, до 1930 года находился в тюрьме Краснодарского ОГПУ.
Умер в 1933 г. после многочисленных арестов, обысков и допросов.
Похоронен на Всесвятском кладбище Краснодара.

## Творчество
Дебютировал в 1884 году со сборником «Первые лирические произведения, ч. 1».
Писал стихи, песни (сборник «Песни», 1905), баллады (сборник «Баллады и легенды», 1913), басни (сборник «Басни», 1899), рассказы (сборник «Рассказы», 1899) о тяжёлой судьбе рабочего человека при царизме, сатирические стихи (сборник «Екатеринославцы. Сатирические стихи господина Шпильки», 1912), статьи на краеведческие темы («На Кубани», 1912) и др.
В советское время опубликовал ряд стихов «З єгипетського циклу» в журнале «Жизнь и революция». Автор 4 книг лирической и сатирической поэзии, 2 сборников басен и другого, многие его произведения осталось в рукописях.
Занимался переводами. Переводил стихи М. Лермонтова. Оставил воспоминания о Панасе Мирном (не опубл.).
Архив Жарка хранится в Институте литературы им. Т. Г. Шевченко НАНУ.